# Don Giovanni (album)
Patnácté Battistiho album Don Giovanni se v roce 1986 v Itálii stalo po dobu šesti týdnů nejprodávanějším albem a 3. nejprodávanějším v celém roce 1986. Je prvním z pěti alb, které vytvořil s básníkem Pasqualem Panellou. Bylo ještě úspěšnější než o čtyři roky starší E già, ale také posledním, které se dostalo na první pozici v prodeji. Většina fanoušků považuje album za začátek konce Battistiho kariéry, mnozí kritici se však domnívají, že to není první ošklivé Battistiho album, ale naopak první hezké. Každopádně je povedenější než E già i než všechny následující. Je považováno za nejkontroverznější album nejen, co se Battistiho týče, ale prakticky celé poválečné italské pop music. Bylo nahráno v Londýně.
Panellovy texty jsou ještě méně pochopitelné než Mogolovy. Vyžadují velkou dávku představivosti a entusiasmu a dobrou slovní zásobu, protože si velice rád hraje se slovíčky. Pravděpodobně z tohoto alba byla stejně jako Il paradiso non e' qui z alba Una giornata uggiosa vyřazena povedená píseň Il gabbianone, nyní dostupná na internetu.

## Seznam skladeb
1. Le cose che pensano 4:25
2. Fatti un pianto 4:55
3. Il doppio del gioco 4:14
4. Madre pennuta 4:28
5. Equivoci amici 3:53
6. Don Giovanni 3:40
7. Che vita ha fatto 4:01
8. Il diluvio 6:24

## Skupina
- kytara: Ray Russell
- saxofon: Phil Todd
- trubka: Guy Barker
- piano: Robin Smith
- bicí: Greg Walsh
- kontrabas: Andy Pask
- první housle: Gavin Wright
- harfa: Skaila Kanga
- první roh: Ted hunter